# Shigeko Higashikuni
Shigeko Higashikuni (em japonês: 東久邇 成子; nascida Shigeko, Princesa Teru; Tóquio, 6 de dezembro de 1925 — Tóquio, 23 de julho de 1961) foi um membro da família imperial japonesa como a filha mais velha do imperador Shōwa e da imperatriz Kōjun. Ela era a irmã mais velha do imperador emérito Akihito.

## Biografia
A Princesa Shigeko nasceu em Tóquio, enquanto seu pai ainda era príncipe regente. Seu nome de infância era Teru no miya (照宮成子内親王), ou "Princesa Teru". Conforme os costumes da época, ela não foi criada por seus pais biológicos após completar a idade de três anos, mas sim por uma série de cortesãs, em um palácio separado construído para ela e para suas irmãs, no distrito de Marunouchi da capital japonesa. Embora fosse contrário a isso, o imperador nada podia fazer para impedir a tradição.
Em 1932, a princesa entrou para o departamento primário feminino da Escola Gakushuin, terminando seu estudos secundários em 1942, aprendendo culinária e literatura.

## Casamento e filhos
Em 1941, a princesa tornou-se formalmente noiva do então príncipe Higashikuni Morihiro, filho primogênito e herdeiro do príncipe Higashikuni Naruhiko. Eles eram primos em segundo grau e se casaram oficialmente em 1943, quando seu nome passou a ser Shigeko, Princesa Morihiro de Higashikuni (盛厚王妃成子内親王, Morihiro-ōhi Shigeko Naishinnō). Como o casamento ocorreu em plena Segunda Guerra Mundial, os custos das cerimônias foram mantidos mínimos, e Shigeko utilizou um quimono jūnihitoe que pertenceu a sua mãe, a Imperatriz Kōjun, em vez de ter vestes criadas especialmente para a ocasião. Shigeko e Morihiro tiveram os seguintes filhos:
1.Príncipe Nobuhiko Higashikuni (10 de março de 1945) casado em 1973 com Senhorita Shimada Yoshiko, com um filho, Higashikuni Yukihiko (1974)
2.Princesa Fumiko Higashikuni (23 de dezembro de 1946) casado Sr. Omura Kazutoshi.
3. Hidehiko Higashikuni (30 de junho de 1949) aprovada pela Mibu família como "Mibu Motohiro".
4. Naohiko Higashikuni (1953) casado com a Senhora Sato Kazuko, com dois filhos, Teruhiko e Mutsuhiko.
5. Yuko Higashikuni (1954)
Em agosto de 1947, Shigeko e sua família tiveram seu status reduzido ao de plebeus, devido à abolição de títulos da nobreza japonesa pelas autoridades americanas da ocupação. Com a descontrolada inflação pós-guerra, a alta taxação e as diversas e fracassadas aventuras de negócios por seu marido, a família Higashikuni passou a viver em condições de pobreza. Em janeiro de 1958, Shigeko aceitou a oferta da rede de televisão nacional japonesa, NHK, para aparecer perante uma audiência ao vivo e explicar o concurso de leitura de cartas-poemas de Ano Novo, dentre outras cerimônias imperiais.
Em 1960, Shigeko ficou doente, queixando-se de dores de estômago, tendo sido diagnosticada com câncer. Internada no hospital da Agência da Casa Imperial em Tóquio, ela faleceu em julho de 1961, com apenas trinta e cinco anos de idade. Seu corpo jaz no cemitério imperial de Toshimagaoka, em Bunkyō, Tóquio.

## Títulos e estilos
- 06 de dezembro de 1925 - 10 de outubro de 1943 : Sua Alteza Imperial a princesa Teru
- 10 de outubro de 1943 - 14 de outubro de 1947 : Sua Alteza Imperial Princesa Morihiro de Higashikuni
- 14 de outubro de 1947 - 23 de julho de 1961 : Sra. Morihiro HigashikuniReferências

1. ↑  «"Delicate Piety"» (em inglês). Time Magazine
2. ↑  Cortazzi, Sir Hugh (27 de julho de 2016). Modern Japan: A Concise Survey (em inglês). [S.l.]: Springer. ISBN 9781349229710
3. ↑  Fr?d?ric, Louis; Louis-Frédéric (2002). Japan Encyclopedia (em inglês). [S.l.]: Harvard University Press. ISBN 9780674017535
4. ↑  Large, Emperor Hirohito and Showa Japan, p. 165.